# 趙庭蘭
趙庭蘭，河南江北等處行中書省歸德府徐州（今江苏徐州）人。明朝初期政治人物。
趙庭蘭担任漢陽知县，爱护百姓并善于政事。朝廷屡次派遣征用陳友定的旧散卒，其他郡县都用民丁相应，而趙庭蘭则独称其县内无人。漢陽人提到郡守都称“恭讓”，而说到縣令的时候都称“庭蘭”。